# Eucalyptus rudis
Espèce
Classification phylogénétique
Répartition géographique
Eucalyptus rudis est une espèce de plantes à fleurs du genre eucalyptus et de la famille des Myrtaceae. C'est un arbre de taille moyenne avec une écorce rugueuse grise, toutefois au nord de Perth son écorce est lisse et très semblable à celle d’Eucalyptus camaldulensis. Les feuilles sont pétiolées, alternes, ovales à orbiculaires de 12 × 7 cm, légèrement discolores et d'un gris-vert terne. Les fleurs blanches apparaissent en hiver jusqu'à la fin du printemps.
L'arbre est très répandu depuis, au nord, la région d'Eneabba jusque dans la Darling Range, le centre-ouest de la Wheatbelt et les zones de fortes précipitations dans le sud-ouest de l'Australie-Occidentale fréquemment au bord des cours d'eau, sur les sols marécageux ou très rarement dans les rocs de granit.